# Liber Pontificalis
Der Liber Pontificalis (lateinisch für Päpstliches Buch) ist eine chronologisch geordnete Sammlung von Biographien der Päpste.

## Geschichte
Die erste Ausgabe des Liber Pontificalis entstand um 530, indem ein Unbekannter den „Liberianischen Katalog“, ein bis Liberius (352–366) reichendes Papstverzeichnis, beträchtlich vermehrte und bis auf Felix III. (526–530) weiterführte. Die Arbeit ist auszugsweise in dem Felicianischen und Kononischen Katalog erhalten. In letzterem ist die Papstgeschichte bis Konon († 687) fortgesetzt.
Der Liber Pontificalis wurde seit dem 6. Jahrhundert im Skriptorium des Lateran geführt. Sein erster Teil wurde im 9. Jahrhundert abgeschlossen und ist nahezu vollständig erhalten. Lange Zeit wurde Anastasius Bibliothecarius, der frühere Gegenpapst Anastasius III., für den Verfasser des Liber gehalten, tatsächlich stammen wahrscheinlich nicht einmal die Berichte über Päpste der zweiten Hälfte des 9. Jahrhunderts von ihm. Der Liber Pontificalis wurde im 6. Jahrhundert in mehreren Stufen aktualisiert und ab dem 7. Jahrhundert mehr oder weniger regelmäßig nach dem Ableben eines Papstes aktualisiert. Der ältere Text bricht im 9. Jahrhundert mit dem Pontifikat von Stephan V. ab. Eine Neuredaktion des Buches begann im 12. Jahrhundert durch Kardinal Boso. Darauf folgten unvollständige Fortsetzungen in den Annales Romani sowie durch Martinus Polonus und Bernardus Guidonis. Der Liber Pontificalis als Tatenbericht der Päpste wurde zum Vorbild anderer Gesta.
Den Vitenschreibern lagen wohl Listen aus dem vestiarium des Laterans vor, aus denen diese Stiftungen der jeweiligen Päpste entnahmen, da der prior vestiarii für die Bauten im Patrimonium zuständig war.
Der Liber Pontificalis steht in der gleichen hagiographischen Tradition wie die Gesta Martyrum und gibt in seinen früheren Viten Auskunft über die Selbstsicht des Christentums und die Heiligenverehrung in der Spätantike. Ab dem Beginn des 8. Jahrhunderts nahmen die Viten im Liber Pontificalis immer individuellere Züge an. Außerdem begann bereits Anfang des 8. Jahrhunderts seine Rezeptionsgeschichte: Das erste bekannte Zitat bietet Beda Venerabilis, der aus der Vita Gregors II. berichtete. Das bedeutet, dass die Viten der jeweiligen Päpste sukzessive geschrieben wurden, und ständig auf dem neuesten Stand auch herausgegeben wurden. Der Liber Pontificalis wurde als „offiziöses“ Buch auch von den Päpsten verschickt, so von Leo III. zwischen 800 und 814 an Karl den Großen.
Die maßgebliche Ausgabe von Louis Duchesne (2 Bände 1886/1892, 3. Band herausgegeben von Cyrille Vogel 1957) umfasst dazu die späteren Redaktionen, Zusätze und Fortsetzungen des Martinus Polonus bis Martin V. († 1431).

## Ausgaben
- Theodor Mommsen (Hrsg.): Gesta pontificum Romanorum: Liber Pontificalis. Teil 1. Hannover 1898 (Monumenta Germaniae Historica, Digitalisat)
- Louis Duchesne: Le Liber pontificalis. Texte, introduction et commentaire (= Bibliothèque des Écoles Françaises d’Athènes et de Rome. Sér. 2, T. 3, 1–2). Band 1–2. Thorin, Paris 1886–1892, (Volltext Bd. 1), (Volltext Bd. 2); (Nachdruck: de Boccard, Paris 1955); Band 3: Cyrille Vogel (Hrsg.): Additions et corrections de Mgr. L. Duchesne, avec l’histoire du Liber pontificalis depuis l’édition de L. Duchesne, une bibliographie et des tables général (= Bibliothèque des Écoles Françaises d’Athènes et de Rome. Sér. 2, T. 3, 3). de Boccard, Paris 1957.

Deutsche Übersetzung
- Ingemar König: Liber pontificalis. Das Buch der Päpste (= Fontes Christiani. Band 97). Zwei Bände Lateinisch / Deutsch. Herder, Freiburg im Breisgau 2022.

Englische Übersetzung
- Raymond Davis: The Book of Pontiffs (Liber Pontificalis). The ancient biographies of the first ninety Roman bishops to AD 715 (= Translated Texts for Historians. 6). Revised 2nd edition. Liverpool University Press, Liverpool 2000, ISBN 0-85323-545-7. (Digitalisat)
- Raymond Davis: The Lives of Eighth-Century Popes (Liber Pontificalis). The Ancient Biographies of nine Popes from AD 715 to AD 817 (= Translated Texts for Historians. 13). 2nd, revised edition. Liverpool University Press, Liverpool 2007, ISBN 978-1-84631-154-3.
- Raymond Davis: The Lives of Ninth-Century Popes (Liber Pontificalis). The Ancient Biographies of ten Popes from A.D. 817–891 (= Translated Texts for Historians. 20). Liverpool University Press, Liverpool 1995, ISBN 0-85323-479-5.